# Jesse & Joy
Jesse & Joy è un duo pop messicano, formatosi nel 2005 e composto da due fratelli, originari di Città del Messico.

## Storia del gruppo
I fratelli Jesse, nato il 31 dicembre 1982, e Joy, nata il 20 giugno 1986, trascorrevano le domeniche in una chiesa evangelica, dove avevano a disposizione numerosi strumenti musicali: Jesse imparò a suonare chitarra, batteria, armonica a bocca, basso e pianoforte, mentre Joy, oltre a cantare, imparò pianoforte e chitarra. Nel 2001, quando Jesse aveva 18 anni e Joy ne aveva 15, scrissero la loro prima canzone, poi inserita nel primo album, intitolata Llegaste tú. Nel 2004, mentre Jesse continuava la sua carriera di giocatore di pallacanestro, un amico del duo, Jorge Manzano, gli consigliò di registrare un demo: la registrazione passò di mano in mano, fino ad arrivare alla Warner Music; i due, ignari del successo del demo, ricevettero una telefonata, quasi anonima, dalla casa produttrice e furono invitati a presentarsi il giorno seguente alla sede messicana, dove gli venne offerto di firmare un contratto: questo fu ufficialmente siglato il 18 aprile 2005, dopo un anno passato a scrivere canzoni, incontrando musicisti ed esplorando nuove sonorità. Nel dicembre dello stesso anno fu proposta per la prima volta in pubblico una loro canzone, Espacio sideral: inoltre, senza essere mai stati presenti in radio o in televisione, parteciparono a Teletón, davanti a centomila persone, a Città del Messico.
Nel giugno 2006 il duo pubblicò il loro primo singolo, Espacio sideral, che diventò nel giro di poche settimane il secondo brano più trasmesso nelle radio messicane; al singolo seguì, nell'agosto dello stesso anno, il primo album, intitolato Ésta es mi vida. Ottennero inoltre la nomination agli MTV Video Music Awards Latin America, come miglior nuovo artista, mentre, nel 2007, vinsero nella stessa categoria ai Latin Grammy Awards. Dallo stesso album furono estratti altri tre singoli: Ya no quiero, Volveré e Llegaste tú, canzone utilizzata come colonna sonora nella telenovela Tormenta en el paraíso. Nel 2008 pubblicarono inoltre un EP, Esto es lo que soy, la cui canzone omonima, fu inserita nella colonna sonora della telenovela Las tontas no van al cielo.
Nel settembre 2009 fu diffuso il loro secondo lavoro discografico, dal titolo Electricidad, anticipato dal singolo Adiós: a questo seguirono anche altre due singoli, Chocolate e Si te vas.
Nel marzo 2011 Jesse & Joy rientrarono negli studi per registrare il loro terzo album, intitolato ¿Con quién se queda el perro?: il lavoro fu prodotto interamente a Londra, con la collaborazione di Martin Terefe; il primo singolo estratto, Me voy, fu trasmesso per la prima volta alla radio il 5 settembre dello stesso anno e, pochi giorni dopo, raggiunse il primo posto su iTunes. Il secondo singolo, ¡Corre!, fu pubblicato il 4 dicembre 2011, mentre due giorni dopo fu pubblicato l'album, disco d'oro appena ventiquattro ore dopo la sua uscita. Nel marzo 2012 fu pubblicato anche il terzo singolo, La de la mala suerte: nello stesso anno si aggiudicarono tre Latin Grammy Awards, su quattro nomination totali, tra cui il premio per la miglior canzone dell'anno con ¡Corre!. Ultimo singolo estratto fu ¿Con quién se queda el perro?. Il 25 marzo 2014 il duo lanciò il loro primo album live, intitolato Soltando al perro.
La pubblicazione del singolo Ecos de Amor nell'agosto 2015, anticipò l'uscita dell'album Un besito más avvenuta il 4 dicembre dello stesso: seguirono la pubblicazione dei singoli No soy una de esas, Dueles e Me soltaste.

## Discografia
Album studio
- 2006 - Esta es mi vida
- 2009 - Electricidad
- 2011 - ¿Con quién se queda el perro?
- 2015 - Un besito más

Album live
- 2014 - Soltando al perro

EP
- 2008 - Esto es lo que soy

## Premi e riconoscimenti

### Grammy Award
- 2013: Nomination - Miglior album di pop latino (per ¿Con quién se queda el perro?)
- 2017: Vinto - Miglior album di pop latino (per Un besito más)

### Latin Grammy Awards
- 2007: Vinto - Miglior artista esordiente
- 2007: Nomination - Miglior album di duo o gruppo
- 2012: Vinto - Miglior album pop (per ¿Con quién se queda el perro?)
- 2012: Vinto - Miglior registrazione (per ¡Corre!)
- 2012: Vinto - Canzone dell'anno (per ¡Corre!)
- 2012: Vinto - Migliore video musicale in versione breve (per Me voy)
- 2012: Nomination - Album dell'anno (per ¿Con quién se queda el perro?)
- 2013: Nomination - Canzone dell'anno (per Llorar)
- 2016: Vinto - Miglior album vocale di pop tradizionale (per Un besito más)

### MTV Music Awards Latin
- 2007: Nomination - Artista rivelazione
- 2008: Nomination - Miglior artista pop
- 2009: Nomination - Miglior artista pop
- 2009: Nomination - Miglior gruppo o duo
- 2009: Nomination - Miglior artista - nord